# آرون بلاز
آرون بلاز (بالإنجليزية: Aaron Blaise)‏ (من مواليد 17 فبراير 1968) هو رسام أمريكي ورسام رسوم متحركة ومخرج سينمائي ومدرب فني. وهو معروف بعمله في الجميلة والوحش (1991)، علاء الدين (1992)، الأسد الملك (1994)، والأخ الدب (2003). تم ترشيحه لجائزة الأوسكار لأفضل فيلم رسوم متحركة طويل عن فيلم الأخ الدب مع روبرت ووكر.

## وصلات خارجية
- آرون بلاز على موقع IMDb (الإنجليزية)
- آرون بلاز على موقع روتن توميتوز (الإنجليزية)
- آرون بلاز على موقع قاعدة بيانات الفيلم (الإنجليزية)